# Фэн Тимо
Фэн Янан (кит. упр. 冯亚男, пиньинь Féng Yànán), больше известная под псевдонимом Фэн Тимо (кит. трад. 馮提莫, упр. 冯提莫, пиньинь Féng Tímò) (род. 19 декабря 1991 года, Ваньчжоу, Чунцин, КНР) — китайская певица, блогер и общественный деятель. В 2017 году была названа одной из наиболее влиятельных владелиц верифицированных аккаунтов на Sina Weibo.
По состоянию на октябрь 2018 года имела свыше 17,5 миллионов подписчиков на своём канале в Douyu и более 8,4 миллионов — на Sina Weibo. По состоянию на конец декабря 2021 года на канале Тимо в Bilibili более 2 миллионов 309 тысяч подписчиков.